# Минас Жерайс
Минаш Жерайс (на португалски: Minas Gerais, португ. произношение: [ˌminɐzʒeˈɾajs]), е един от 26-те щата на Бразилия. Столицата му е град Белу Оризонти. Минаш Жерайс е с население от 20 595 499 души (към 2006 г.) и обща площ от 588 528,29 кв. км.

## Административно деление
Щатът е поделен на 12 района, 66 микрорегиона и 853 общини.

## Население
20 595 499 (2006)

### Расов състав
- бели – 9 019 164 (46,2%)
- парду бразилци (мулати, кабокло и др.)- 8 784 900 (45,0%)
- чернокожи – 1 639 848 (8,4%)
- азиатци и индианци – 58 000 (0,3%)

### Вероизповедания
| религия     | процент | численост  |
| католици    | 78,70%  | 14 091 479 |
| протестанти | 13,61%  | 2 437 186  |
| атеисти     | 4,60%   | 822,855    |
| спиритисти  | 1,59%   | 284,336    |
| умбандисти  | 0,11%   | 20 223     |

## Икономика
Щатът е най-големият производител на мляко, кафе и руда в Бразилия. Развита е и автомобилната индустрия, произвеждат се автомобили с марката Фиат и Мерцедес-Бенц.